# Lichterfelde (Wische)
Lichterfelde ist ein Ortsteil der Gemeinde Altmärkische Wische im Landkreis Stendal in Sachsen-Anhalt.

## Geographie

### Lage
Lichterfelde ist ein langgezogenes Reihendorf in der Wische zwischen Seehausen (Altmark) und Werben (Elbe) im Norden der Altmark am Flüsschen Tauber Aland.

### Ortsteilgliederung
Zum Ortsteil Lichterfelde gehört der Wohnplatz Ferchlipp.

## Geschichte

### Mittelalter bis Neuzeit
Die erste urkundliche Erwähnung von Lichterfelde stammt aus dem Jahre 1310 als in curia Lichterfelde. Den von dem Knesebeck gehörte dort ein Hof. Weitere Nennungen sind 1322 lichteruelde, 1333 villa Liechterveld, 1520 im dorpe to Lichteruelde und 1687 Lichterfelde.
Wie viele andere Dörfer in der Wische, so ist auch Lichterfelde in der Zeit Albrecht des Bären (1157–1170) entstanden. Dies war erst durch die damals stattfindenden Eindeichungen der Elbe und des Aland möglich. Danach konnte die Wische mit größeren Ortschaften besiedelt werden. Markgraf Albrecht der Bär hatte im Rahmen der deutschen Ostsiedlung 1157 Siedler aus Holland, Seeland und Flandern als Kolonisten gewonnen. Einzelne Hofstellen waren nachweislich vorher auch schon vorhanden.

### Herkunft des Ortsnamens
Lichterfelde bekam seinen Namen wahrscheinlich von den flämischen Siedlern, und der Ortsname ist auf Westflämisch lichtervelde zurückzuführen, wie z. B. auch Lichtervelde in Flandern. Forscher deuten den ursprünglichen Namen auf die Ortslage „Feld auf einer Waldblöße“, also ein Feld auf einer Lichtung.

### Muntenack
Muntenack war eine Wüstung, die etwa einen Kilometer südlich des Dorfes lag. Das Dorf war 1401 erstmals erwähnt worden. Eine Ackerbreite trug früher den Namen des untergegangenen Dorfes.

### Eingemeindungen
Bis 1807 gehörte das Dorf zum Seehausenschen Kreis der Mark Brandenburg in der Altmark. Zwischen 1807 und 1813 lag es im Kanton Werben auf dem Territorium des napoleonischen Königreichs Westphalen. Ab 1816 gehörte die Gemeinde zum Kreis Osterburg, dem späteren Landkreis Osterburg.
Am 1. Oktober 1938 wurden die Gemeinden Lichterfelde und Ferchlipp zu einer neuen Gemeinde Lichterfelde zusammengeschlossen. Die ehemalige Gemeinde Ferchlipp wurde 1957 als Ortsteil von Lichterfelde aufgeführt, 1986 nicht mehr, später war Ferchlipp eine kleine Ansiedlung, ein Wohnplatz.
Die Gemeinde Lichterfelde wurde am 25. Juli 1952 in den Kreis Seehausen umgegliedert. Am 2. Juli 1965 kam die Gemeinde zum Kreis Osterburg. Am 1. Juli 1994 wurde sie dem Landkreis Stendal zugeordnet.
Bis zum 31. Dezember 2009 war Lichterfelde eine selbständige Gemeinde mit dem Wohnplatz Ferchlipp und gehörte der jetzt aufgelösten Verwaltungsgemeinschaft Seehausen (Altmark) an.
Durch einen Gebietsänderungsvertrag haben die Gemeinderäte der Gemeinden Falkenberg und die Räte der Gemeinden Lichterfelde, Neukirchen (Altmark) und Wendemark beschlossen, dass ihre Gemeinden aufgelöst und zu einer neuen Gemeinde mit dem Namen Altmärkische Wische vereinigt werden. Dieser Vertrag wurde vom Landkreis als unterer Kommunalaufsichtsbehörde genehmigt und trat am 1. Januar 2010 in Kraft.

### Einwohnerentwicklung
| Jahr | Einwohner |
| ---- | --------- |
| 1734 | 188       |
| 1775 | 147       |
| 1789 | 208       |
| 1798 | 244       |
| 1801 | 225       |
| 1818 | 320       |
| 1840 | 405       |
| 1864 | 383       |

| Jahr | Einwohner |
| ---- | --------- |
| 1871 | 377       |
| 1885 | 351       |
| 1892 | [00]372   |
| 1895 | 365       |
| 1900 | [00]292   |
| 1905 | 312       |
| 1910 | [00]268   |
| 1925 | 327       |

| Jahr | Einwohner |
| ---- | --------- |
| 1939 | 312       |
| 1946 | 715       |
| 1964 | 567       |
| 1971 | 578       |
| 1981 | 509       |
| 1993 | 466       |
| 2006 | 311       |
| 2007 | [00]297   |

| Jahr | Einwohner |
| ---- | --------- |
| 2008 | [00]272   |
| 2011 | [00]244   |
| 2014 | [00]227   |
| 2020 | [00]239   |
| 2021 | [00]236   |
| 2022 | [0]226    |
| 2023 | [0]233    |

Quelle, wenn nicht angegeben, bis 2006:

## Religion
Die evangelische Kirchengemeinde Lichterfelde, die früher zur Pfarrei Wendemark bei Werben an der Elbe gehörte, wird heute betreut vom Kirchspiel Werben im Pfarrbereich Seehausen des Kirchenkreises Stendal im Bischofssprengel Magdeburg der Evangelischen Kirche in Mitteldeutschland.
Die ältesten überlieferten Kirchenbücher für Lichterfelde stammen aus dem Jahre 1646.

## Politik

### Bürgermeister
Der letzte Bürgermeister der Gemeinde Lichterfelde war Bernd Sennecke.

## Kultur und Sehenswürdigkeiten
- Die evangelische Dorfkirche Lichterfelde (Wische) ist ein Backsteinbau aus dem 13. Jahrhundert. Der Westturm kam im 16. Jahrhundert dazu. Das Innere wurde um 1960 restauriert und dabei die zum Teil erhaltenen spätgotischen Wandmalereien wieder übertüncht.[27]
- Auf dem Kirchhof ist ein Friedhof. Der Ortsfriedhof befindet sich am westlichen Ortsausgang.
- Lichterfelde steht ein Denkmal aus gemauerten Feldsteinen für die Kriegstoten des Ersten Weltkriegs.[28]

### Vereine
Im Vereinsregister des Amtsgerichts Stendal sind aufgeführt:
- Förderverein für Kultur und gesellschaftliches Zusammenleben in der Gemeinde Altmärkische Wische, OT Lichterfelde „Dorfclub Lichterfelde“ e. V., 2010 gegründet. Er organisiert Dorffeste und den Karneval.[30]
- Jagdgesellschaft „Von der kleinen Wässerung“ Lichterfelde e. V., 2007 gegründet

## Wirtschaft und Infrastruktur

### Verkehr
Die Gemeinde liegt an der Straßenverbindung zwischen Werben (Elbe) und Seehausen (Altmark).

## Söhne und Töchter der Gemeinde
- Hans Ludwig von der Groeben (1615–1669), kurbrandenburgischer Wirklicher Geheimer Rat
- Friedrich Otto von der Groeben (1619–1697), kurbrandenburgischer Obrist